# Göhl (Holsten)
Göhl er en by og kommune i det nordlige Tyskland, beliggende i Amt Oldenburg-Land under Kreis Østholsten. Kreis Østholsten ligger i den østlige del af delstaten Slesvig-Holsten.

## Geografi
Göhl er beliggende omkring tre kilometer øst for Oldenburg in Holstein i nærheden af Oldenburger Graben der er en sumpet lavning. Ved Oldenburg in Holstein, er der tilslutning til motorvejen A1 og jernbanen mod Neustadt in Holstein.
I Kommunen ligger landsbyerne og bebyggelserne Antoinettenhof, Christianstal, Gaarz, Gaarzerfelde, Gaarzermühle, Göhl, Giebelberg, Kremsdorf, Lütjendorf, Neuschwelbek, Plügge, Quals og Schwelbek.